# ممرزكتي (دابوي الجنوبي)
ممرزکتي (بالفارسية: ممرزکتی) هي قرية تقع في إيران في قسم دابوي الجنوبی الريفي. يقدر عدد سكانها بـ 240 نسمة بحسب إحصاء 2016.